# Rijksbeschermd gezicht Naarden
Gezicht Naarden is een van rijkswege beschermd stadsgezicht in Naarden in de Nederlandse provincie Noord-Holland. De procedure voor aanwijzing werd gestart op 5 juni 1980. Het gebied werd op 12 december 1985 definitief aangewezen. Het beschermd gezicht beslaat een oppervlakte van 202 hectare.
Panden die binnen een beschermd gezicht vallen krijgen niet automatisch de status van beschermd monument. Wel zal de gemeente het bestemmingsplan aanpassen om nieuwe ontwikkelingen in het gebied te reguleren. De gezichtsbescherming richt zich op de stedenbouwkundige en cultuurhistorische waardering van een gebied en wil het toekomstig functioneren daarvan veiligstellen.